# Linognathus stenopsis
Linognathus stenopsis är en insektsart som först beskrevs av Hermann Burmeister 1838.  Linognathus stenopsis ingår i släktet Linognathus och familjen nötlöss. Inga underarter finns listade i Catalogue of Life.